# Blageon italien
 (juin 2024).
Telestes muticellus
Espèce
Statut de conservation UICN

 LC : Préoccupation mineure
Le Blageon italien (Telestes muticellus) est une espèce de poissons actinoptérygiens de la famille des Leuciscidae.

## Répartition

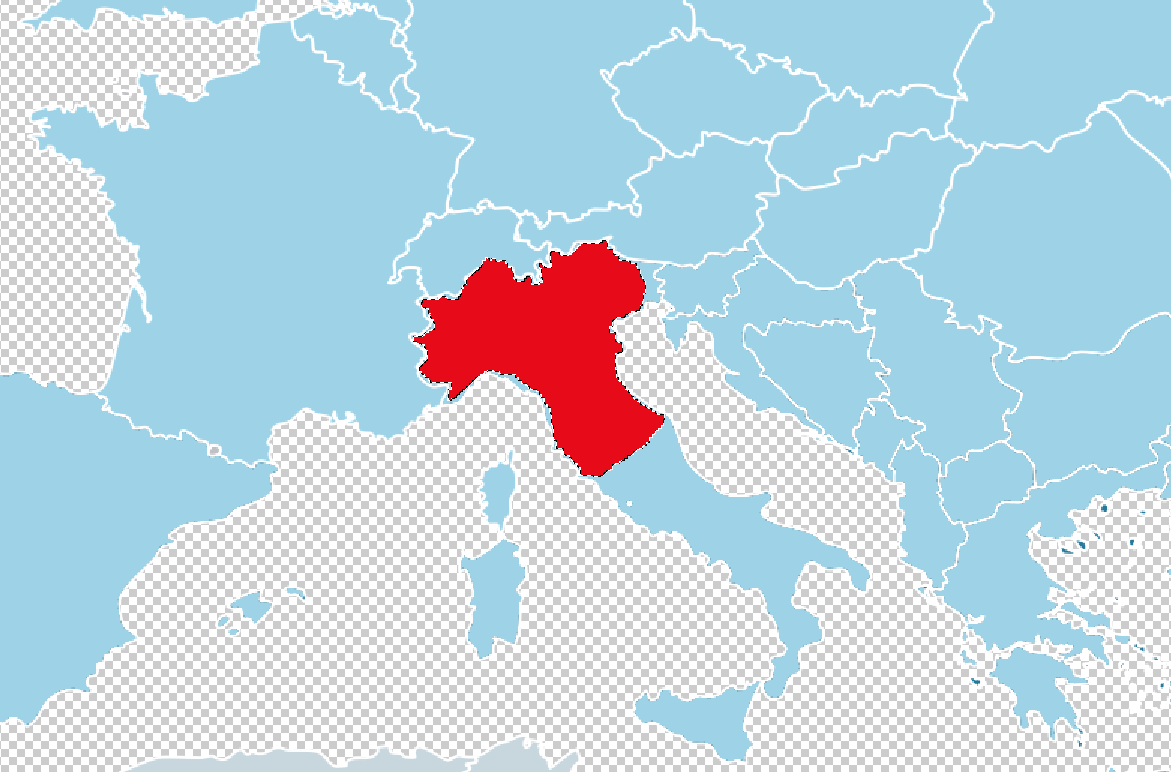
Carte de l'aire de répartition de l'espèce.

Ce poisson d'eau douce se rencontre dans le Sud de la Suisse, la moitié nord de l'Italie ainsi qu'en certaines limitrophes en France. Il est présent dans les bassins hydrographiques de la mer Adriatique (de la Brenta au Vomano) et de la mer Tyrrhénienne (de la Bévéra au Volturno).
Il a été introduit en Ligurie et dans le Sud de l'Italie.

## Description
Telestes muticellus peut mesurer jusqu'à 17 cm, queue non comprise (=longueur standard SL).

## Le Blageon italien et l'Homme
Le Blageon italien est considéré comme une « espèce de préoccupation mineure » (LC) par la liste rouge de l'UICN.
Il est considéré comme une « espèce non applicable » (NA) par la liste rouge du Comité français de l'UICN, à savoir une « espèce non soumise à l'évaluation car introduite dans la période récente ».

## Taxonomie

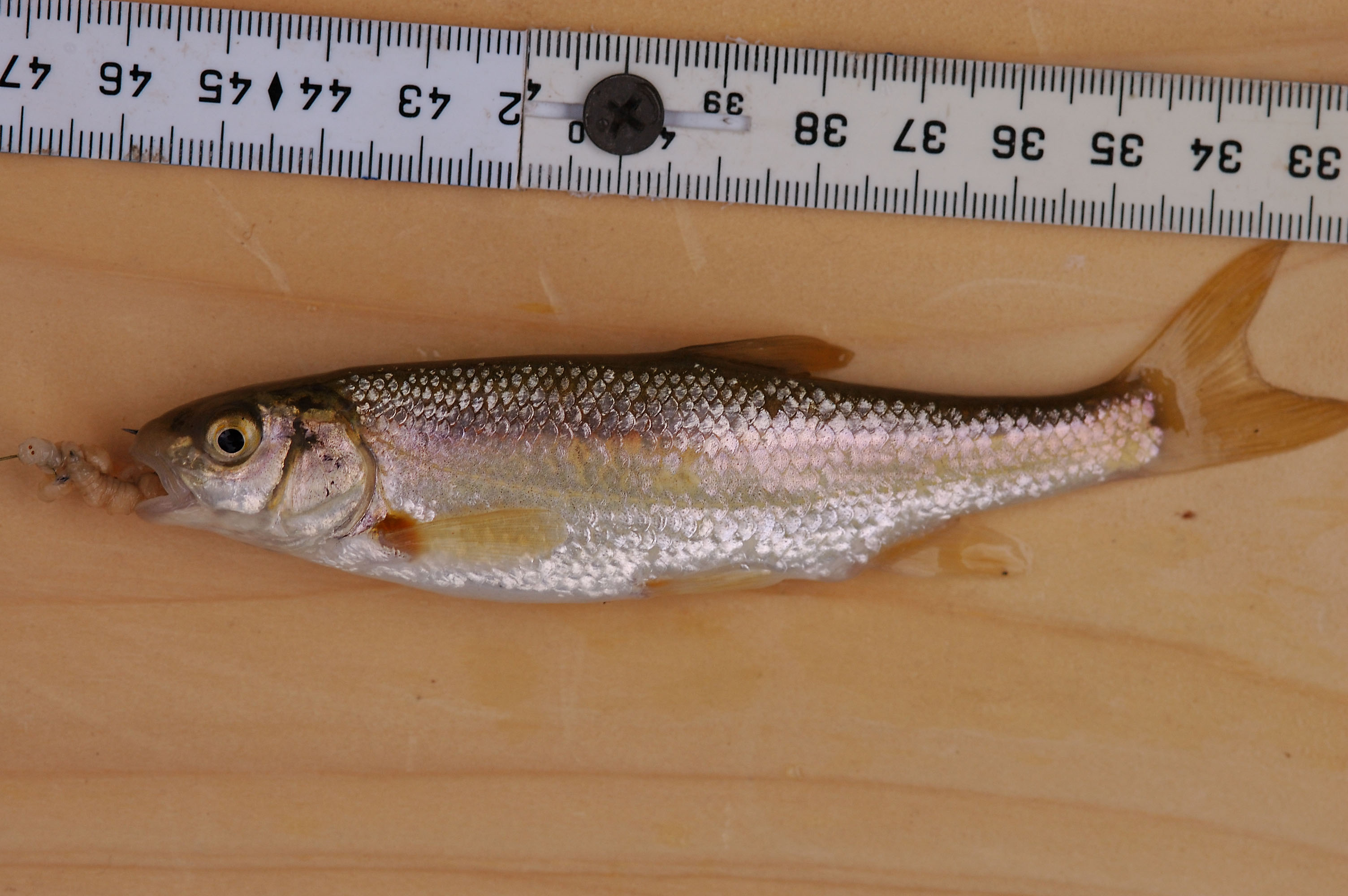
Un spécimen pêché dans le bassin du Tibre et mis à l'échelle à côté d'une règle.

L'espèce a été décrite en 1837 par le naturaliste français Charles-Lucien Bonaparte. Avant d'être classée dans le genre Telestes, elle a été initialement placée dans le genre Leuciscus, sous le protonyme Leuciscus muticellus Bonaparte, 1837.
Le nom vernaculaire attesté en français est « Blageon italien »,.

### Étymologie
L'épithète spécifique muticellus est une possible latinisation de muticello, un nom vernaculaire toscan de cette espèce.

### Publication originale
- (it) Charles-Lucien Bonaparte, Iconografia della fauna italica per le quattro classi degli animali vertebrati. Pesci., t. III, Rome, Tipografia Salviucci, 1832-1841, nombre de pages non précisée (lire en ligne) (protologue).